# Thierry Lalo
Thierry Lalo (* 31. Dezember 1965; † 16. November 2018) war ein französischer Jazzmusiker (Piano, Arrangement, Komposition).

## Leben und Wirken
Lalo besuchte die HEC Business School (Klasse von 1987). Daneben hatte er eine klassische Musikausbildung, bevor er zum Jazz durch die Musik u. a. von Bill Evans, Miles Davis, Horace Silver, Duke Ellington und Count Basie kam. Nach dem Vorbild der Double-Six um Mimi Perrin gründete er 1994 das Jazz-Vokalensemble Voice Messengers dessen musikalischer Leiter er war. 1997 entstand ein erstes Album.
Lalo schrieb des Weiteren fünf Jazzopern und verfasste auch ein Buch über John Lewis. Für seine Jazzoper Randam erhielt Lalo als erster Jazzmusiker 2002 den Prix Nouveau Talent Musique der französischen Urhebergesellschaft Société des auteurs et compositeurs dramatiques (SACD). 2011 gewann er den Prix Maurice Yvain der SACD für seine Leistungen als Komponist und Arrangeur. Mit den Voice Messengers wurde er 2008 mit dem Prix du Jazz Vocal der Académie du Jazz ausgezeichnet.

## Diskographische Hinweise
- Lumieres d'Automne (Black & Blue), mit Amelie Payen, Isy Aston, Chloe Cailleton, Solange Vergara, Manu Inacio, Larry Browne, Sylvain Bellegarde, Vincent Puech, Gilles Naturel, Philippe Soirat